# Rue du Faubourg Poissonnière
Die Rue du Faubourg Poissonnière ist eine Straße in Paris und Grenzlinie zwischen dem 9. Arrondissement im Westen und dem 10. Arrondissement im Osten. Sie war die Hauptverkehrsader der alten Vorstadt Faubourg Poissonnière im Norden von Paris.

## Verlauf
Die Straße beginnt als „Fortsetzung“ der von Süden her verlaufenden Rue Poissonnière an der Kreuzung mit dem in westlicher Richtung verlaufenden Boulevard Poissonnière und dem in östlicher Richtung verlaufenden Boulevard de Bonne Nouvelle. Die 1.408 Meter lange und 11 Meter breite Straße verläuft in nördlicher Richtung und endet am Boulevard de Magenta. Die auf der linken Straßenseite befindlichen und zum neunten Arrondissement gehörenden Häuser haben ungerade Nummern, die auf der rechten Seite und im zehnten Arrondissement stehenden Häuser haben gerade Nummern.
Die Straße kann mit folgenden Verkehrsmitteln erreicht werden:
- Metro über die Station Poissonnière
- Bus der RATP 39

## Namensursprung
Die Rue du Faubourg Poissonnière verdankt ihren Namen der Tatsache, dass sie den außerhalb der Porte de la Poissonnerie an der Umfassungsmauer gelegenen Weiler (Faubourg Poissonnière) durchquerte, der im Norden mit der Rue des Poissonniers begann und im Süden mit der Rue Poissonnière zum Chemin des Poissonniers führte.
Faubourg kommt vom altfranzösischen Ausdruck «fors le bourg» (fors, lateinisch foris = außerhalb; borc = bourg; forborc um 1200, forsbours um 1220).

## Geschichte
1648 hieß die Straße Chaussée de la Nouvelle France, denn sie führte zu dem Weiler Nouvelle France, der 1642 bei einem alten Weinberg gegründet wurde.
1660 wurde sie in Rue Sainte-Anne (nach einer früheren Kirche) umbenannt, die man bei der Hausnummer 77 errichten wollte.
Bereits 1770 spekulierte Claude-Martin Goupy in der Faubourg Poissonnière über Grundstücke, die von der Gemeinde Filles-Dieu, deren Unternehmer er war, verkauft wurden und die eine wichtige Rolle bei der Urbanisierung des Viertels spielten.
Während der drei glorreichen Tage war die Straße Schauplatz der Konfrontation zwischen den Aufständischen und der Truppe.
Der heutige Name weist darauf hin, dass in dem Viertel (französisch faubourg) Fisch gehandelt bzw. verarbeitet (frz. poissonnière) wurde.

## Sehenswürdigkeiten
- Nr. 2: Lycée Edgar Poe Gymnasium.
- Nr. 4: 1831 lebte der Poet Nicolas Brazier und unter der benachbarten Nummer 6 sein Berufskollege Évariste de Parny.
- Nr. 5: Am 3. Juli 1815 wurde der Colonel de La Bédoyère, französischer Generalleutnant unter Napoléon Bonaparte, im Haus Nummer 5 verhaftet, bevor er einige Wochen später von einem Kriegsgericht zum Tode verurteilt und am 19. August standrechtlich erschossen wurde. - Später übernahm die Zeitung Le Matin das Haus.
- Nr. 15: Das Haus hat reichhaltige Geschichte: Es war in alten Zeiten eine Einrichtung des französischen Hofstaats und diente als Sitz der Verwaltung der Menus-Plaisirs du Roi. Der Nationalkonvent brachte dort 1795 das Conservatoire de musique unter. Den Grundstein hierzu bildete das 1784 von Baron de Breteuil gegründete Musikkonservatorium mit der Bezeichnung Ecole royale de chant et de déclamation (deutsch Königliche Schule für Gesang und Deklamation). Der große Veranstaltungsraum wurde in den Jahren 1853 und 1854 errichtet.
- Nr. 25: Der italienische Komponist Luigi Cherubini verbrachte hier die letzten Jahre seines Lebens.
- Nr. 30: Das Hôtel Benoît de Sainte-Paulle, auch bekannt als das «Hôtel Chéret» oder «Akermann» und das Hôtel Ney,[4] 1773 von Nicolas Lenoir für François Benoît de Sainte-Paulle auf einem Grundstück gebaut, das 1172 von Claude-Martin Goupy, dem Architekten und Spekulanten hinter der Gründung des Viertels, erworben wurde. Die beiden Hoftrakte wurden 1778 von Antoine-François Peyre erbaut. Von 1779  bis 1795 War das Gebäude Eigentum von Marie-Louise O’Murphy, Gattin von François Nicolas Le Normand de Flaghac. Im Kaiserreich gehörte es Maréchal Michel Ney.

Im Jahr 1942 beherbergte es das Konstruktionsbüro der Société anonyme des usines Farman, die in jenem Jahr den zukünftigen General Jacques Collombet als Ingenieur beschäftigte.
Heute gehört das Gebäude der Régie immobilière de la ville de Paris, eine Gesellschaft für Sozialen Wohnungsbau.

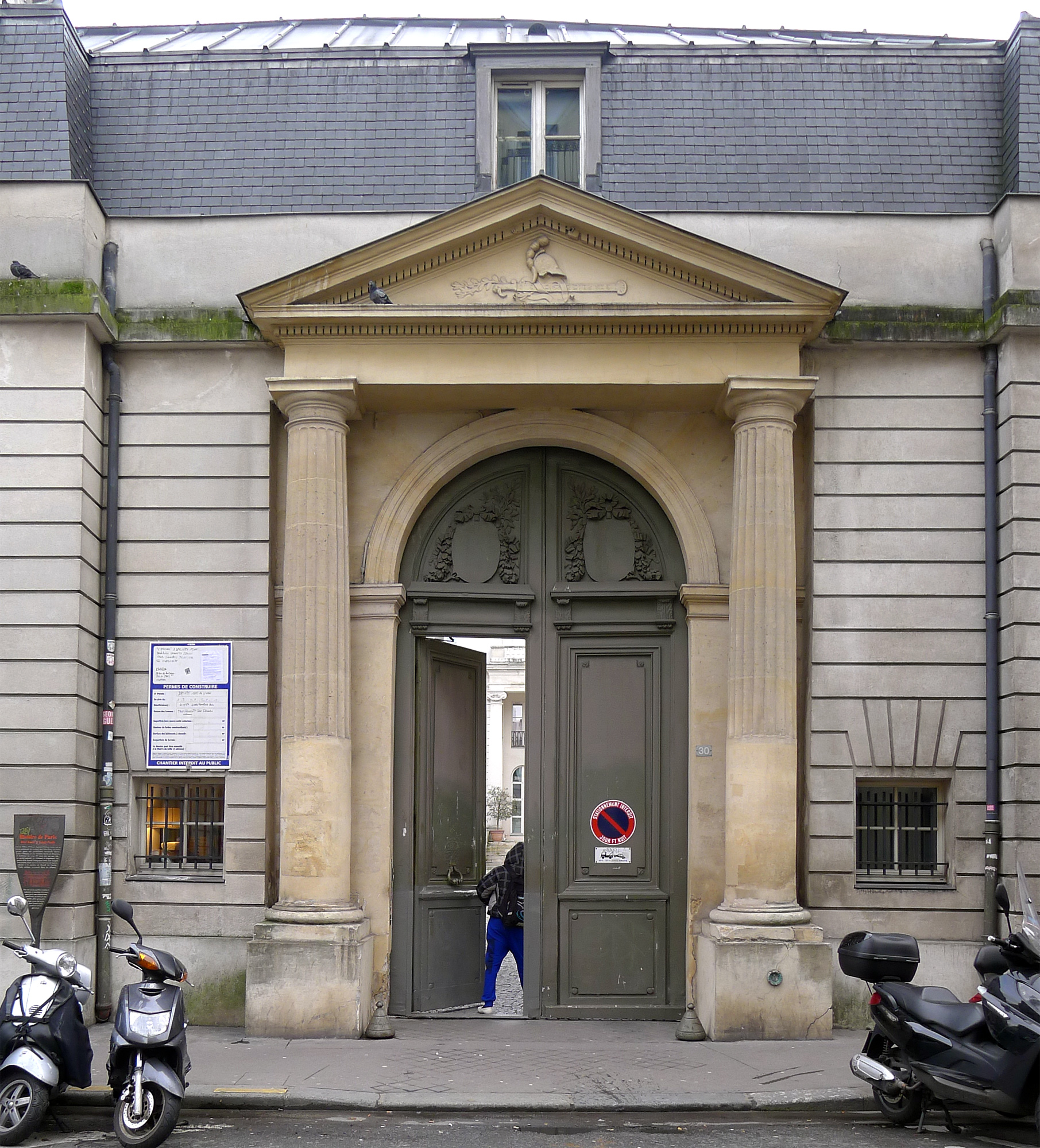
Haus Nr. 30.
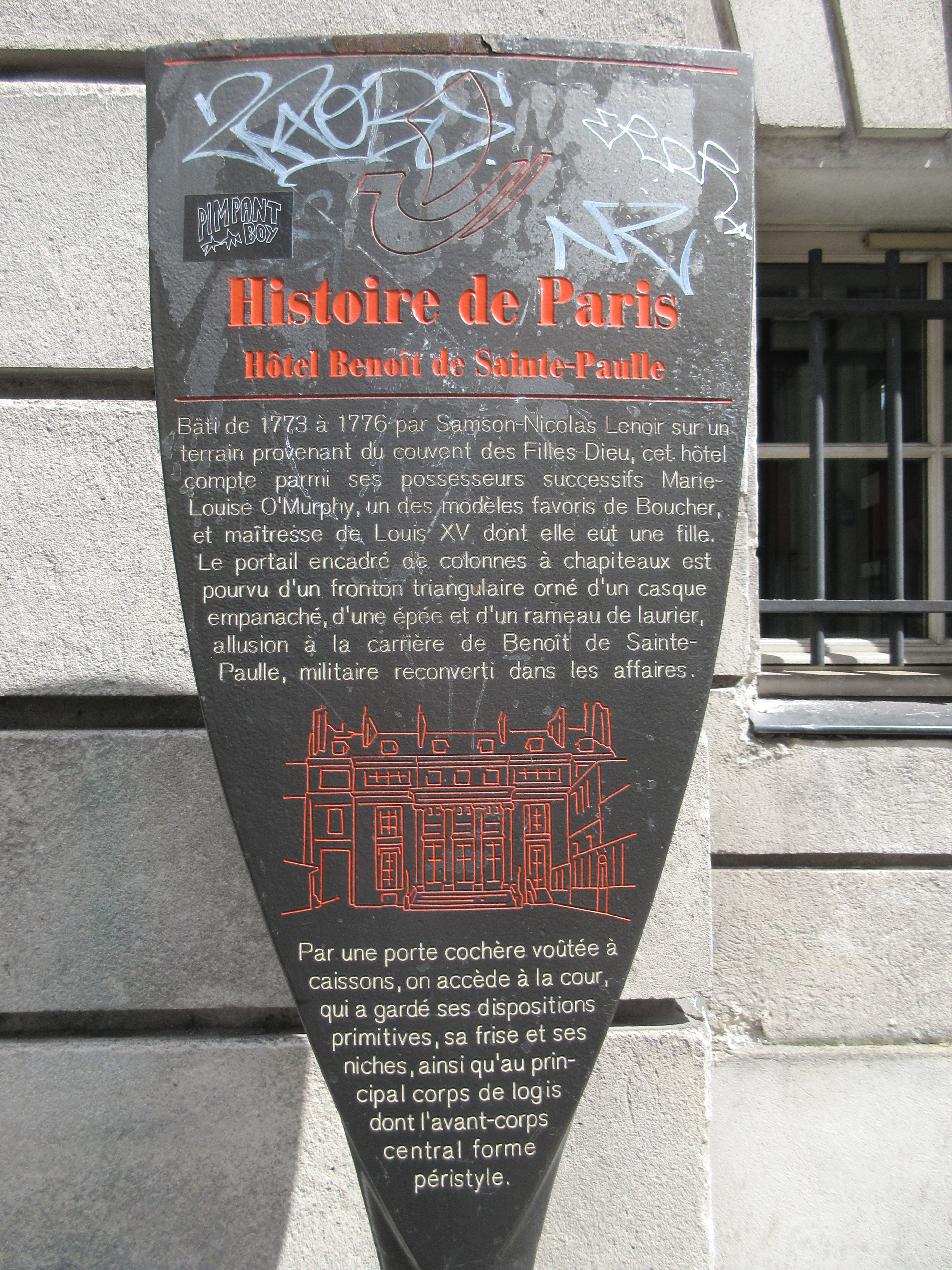
Orientierungstafel «Hôtel Benoit de Sainte-Paulle»

- Nr. 34: Eine Plakette verrät, dass dort am 16. März 1839 Sully Prudhomme geboren wurde, der 1901 als erster Schriftsteller mit dem Literaturnobelpreis ausgezeichnet wurde.

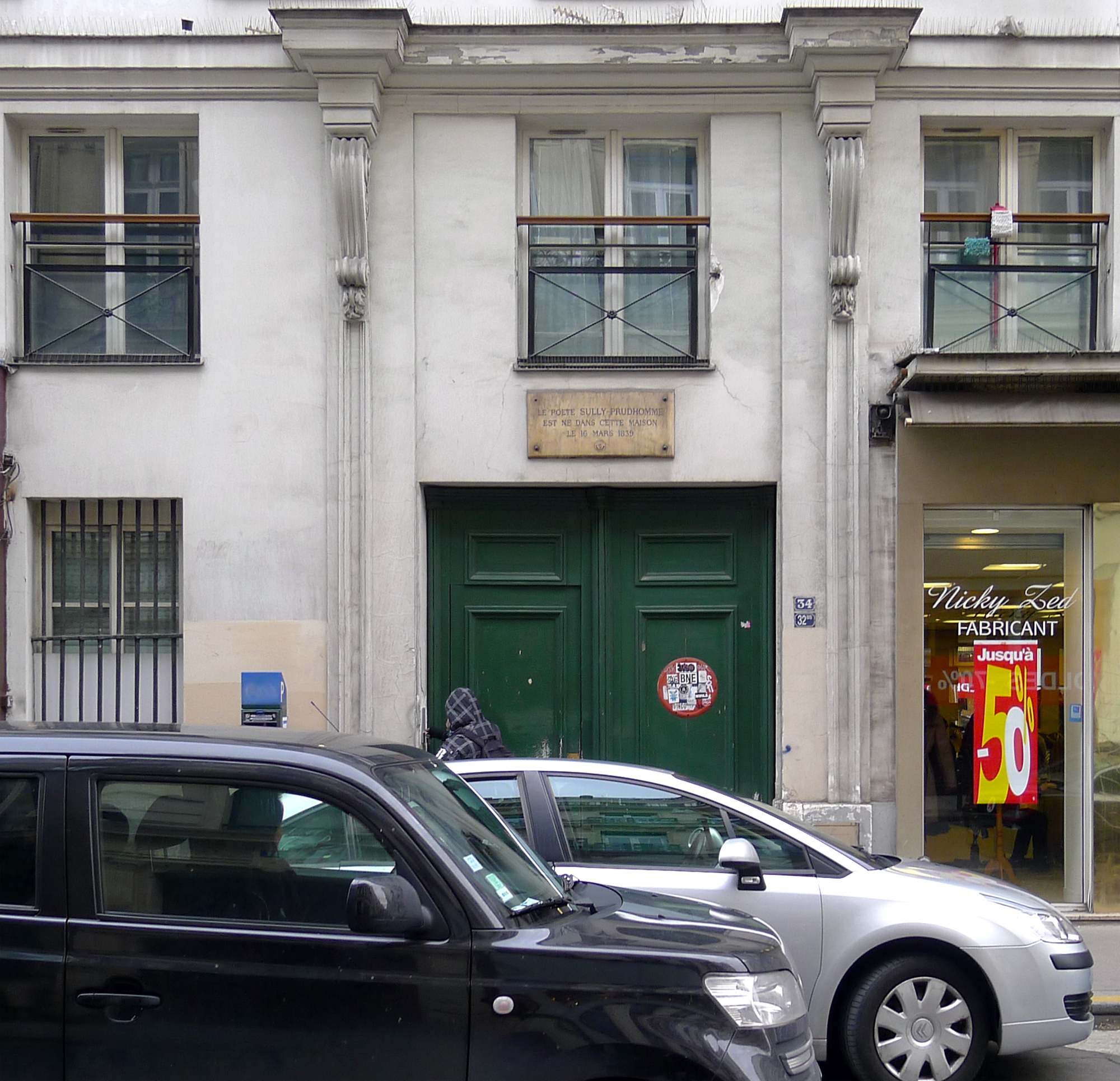
Eingang zu Nr. 32bis und 34
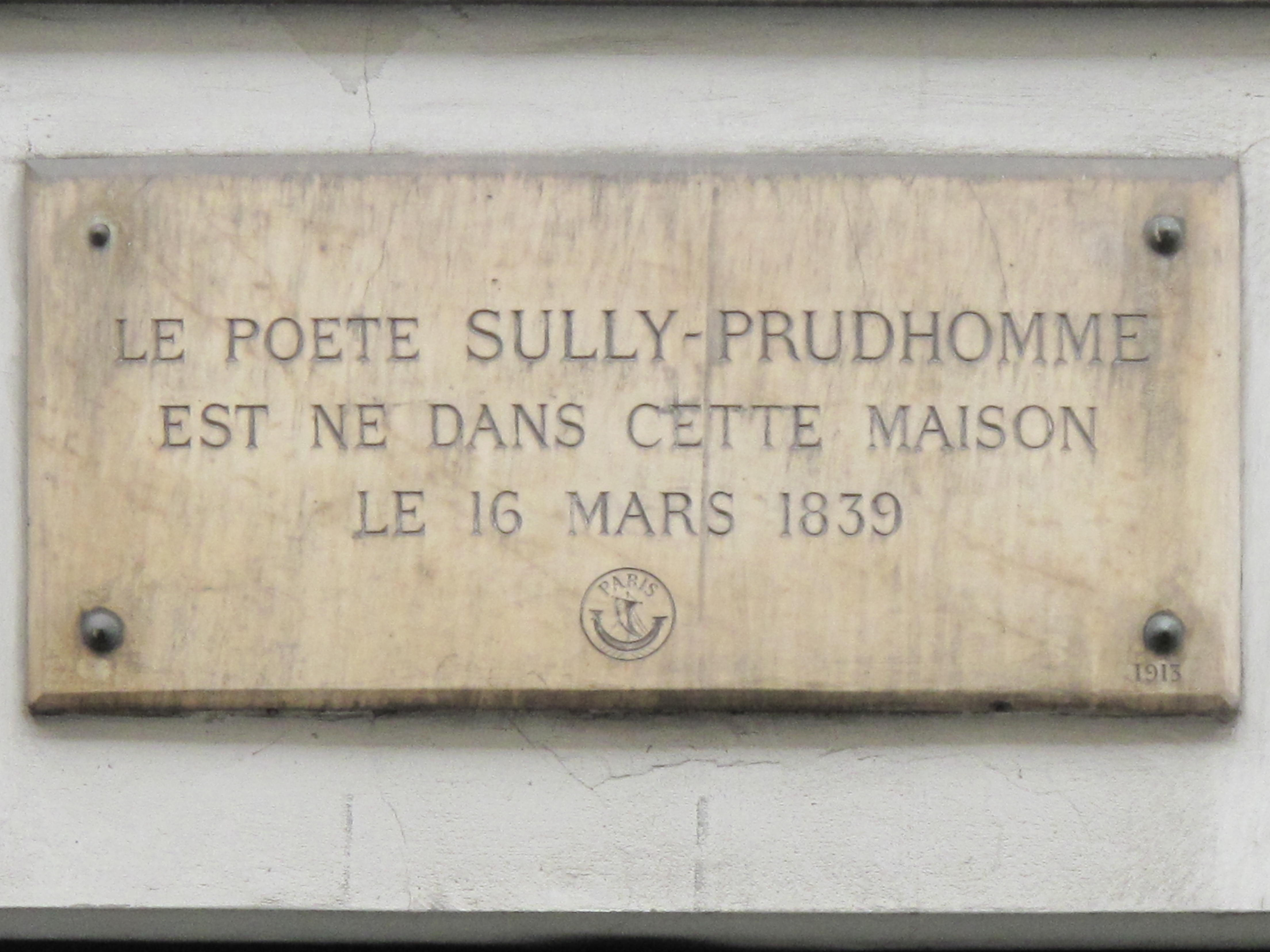
Plakette Sully Prudhomme.

- Nr. 56: Der Maler Camille Corot verstarb am 22. Februar 1875 hier.

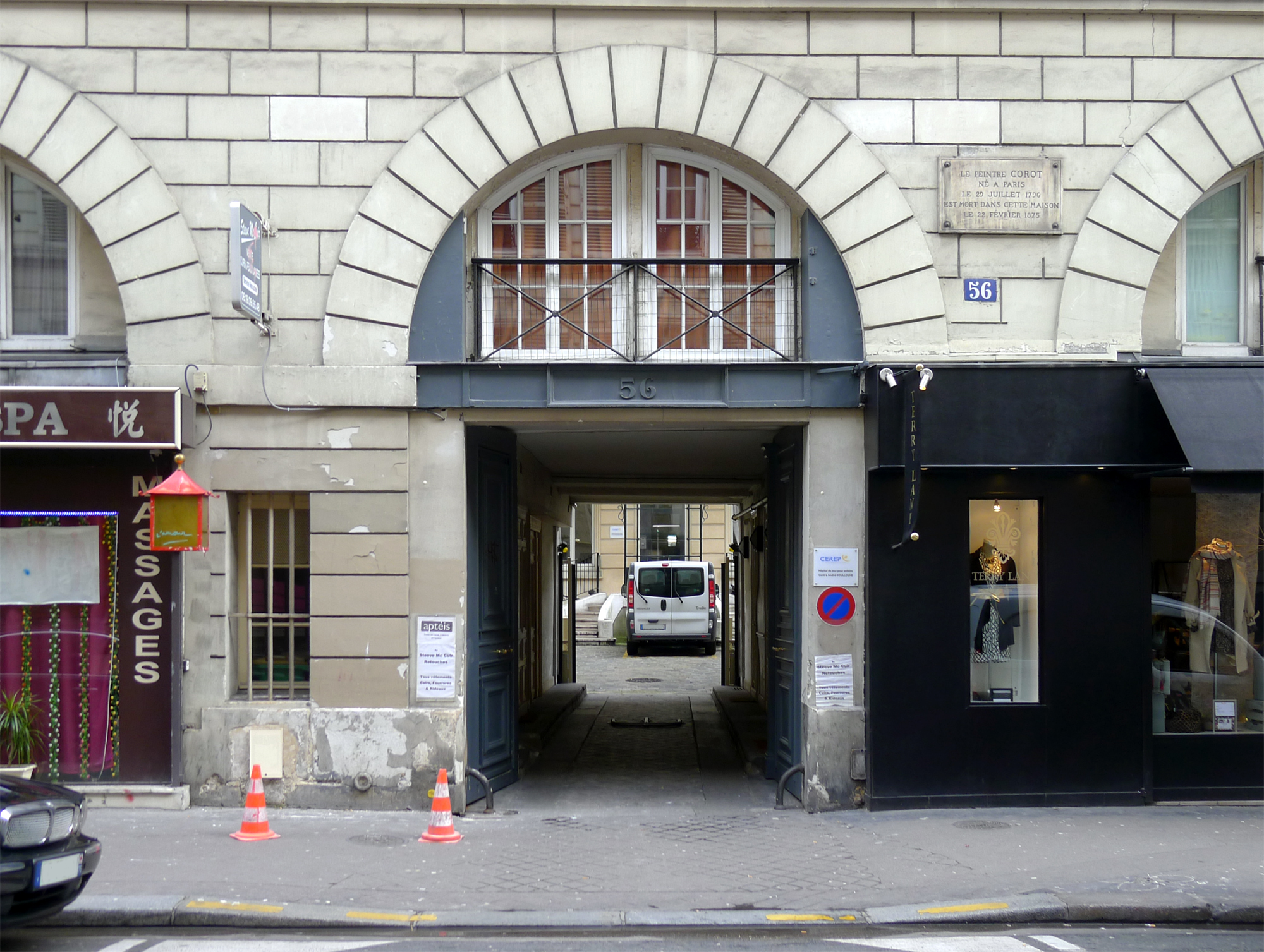
Nr. 56
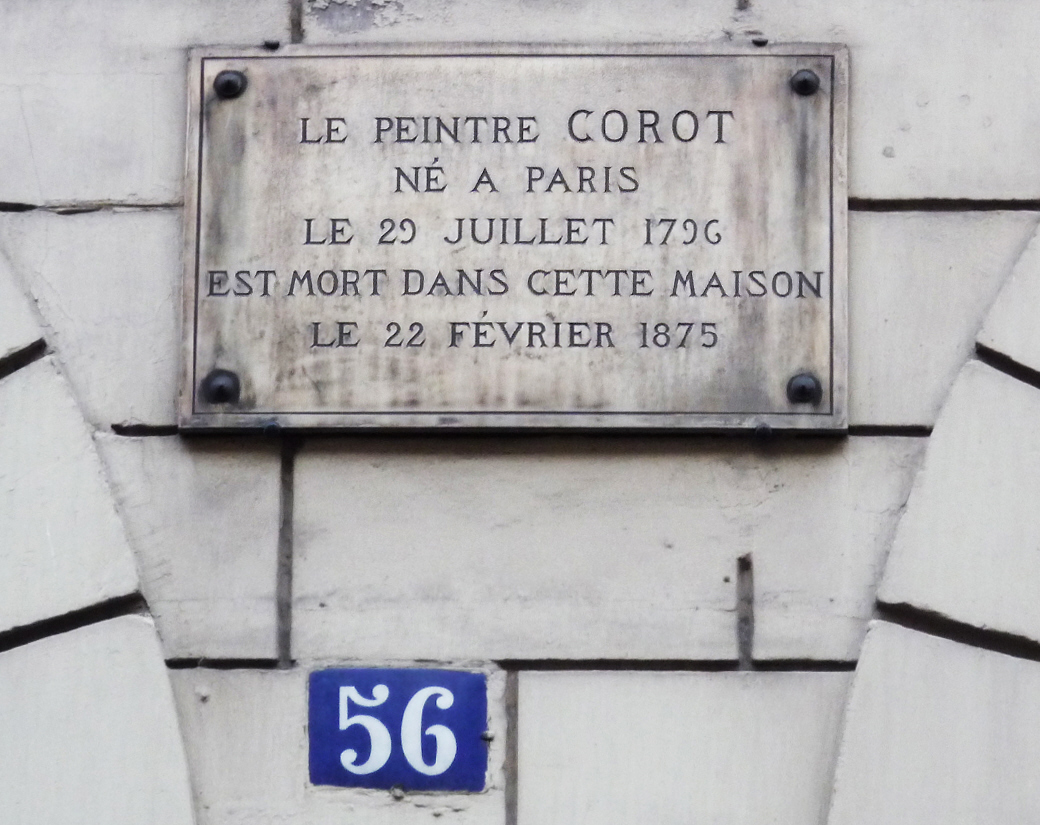
Plakette Camille Corot

- Nr. 80: Ein ehemaliges Gasthaus an der Ecke der Rue des Messageries, dessen Fassade aus der ersten Hälfte des 19. Jahrhunderts stammt und unter Denkmalschutz steht.

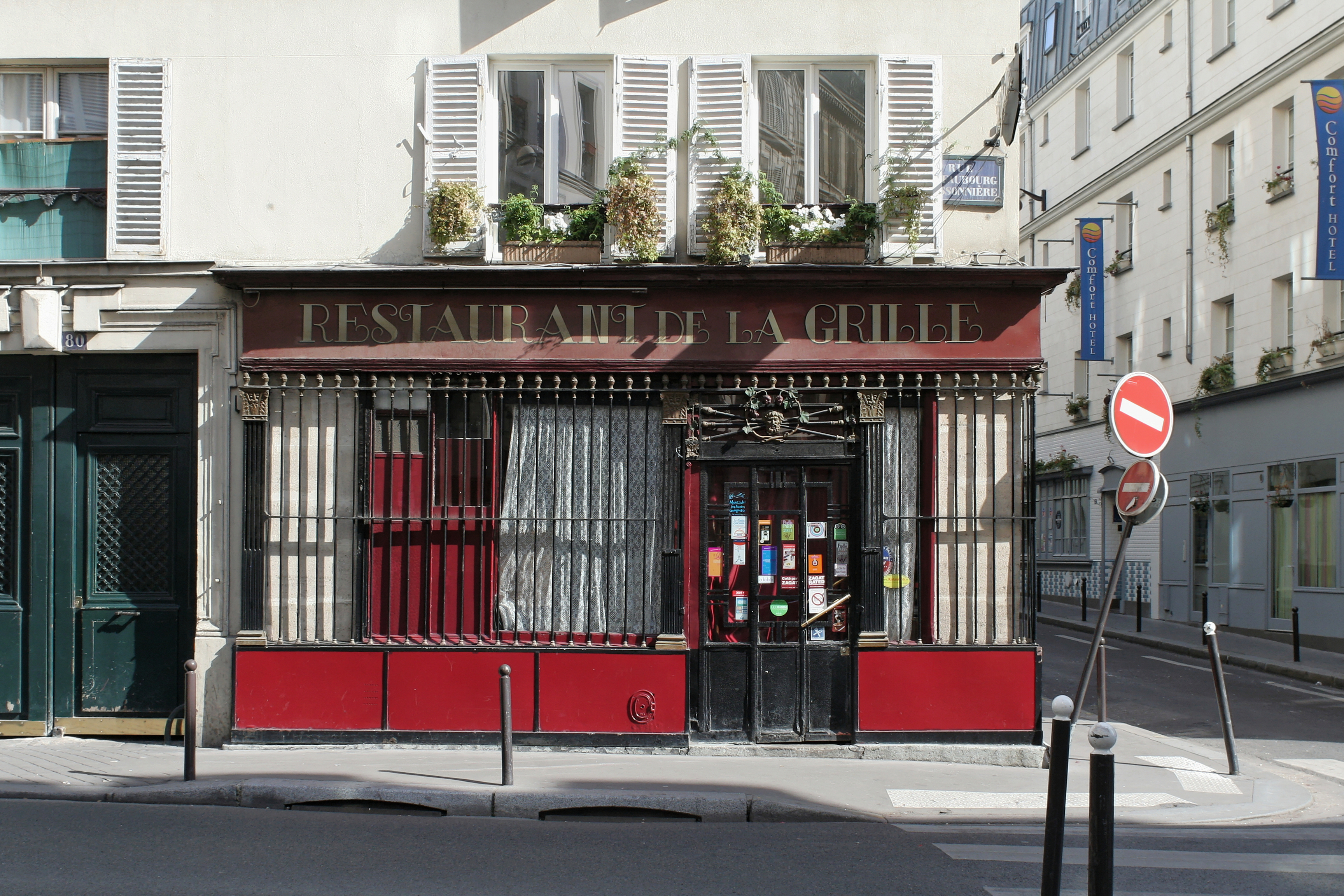
Nr. 80: Fassade des ehemaligen Gasthauses

- Nr. 92: Etienne Calla, ein Mechaniker und Schüler von Jacques de Vaucanson, gründete hier 1820 eine Gießerei. Die Firma Calla wird auf Wunsch von Jacques Hittorff die Ziergüsse der Église Saint-Vincent-de-Paul ausführen.[6] Die Gießerei Calla zog 1849 in den Norden der Parzelle Saint-Lazare, nach La Chapelle, um.
- Nr. 153: Hier verstarb am 5. Juli 1854 der Roman- und Bühnendichter Émile Souvestre.
- Nr. 161: Nur wenige Schritte weiter nördlich lebte bereits im 18. Jahrhundert  der Comte de Charolais mit seiner Geliebten, Madame de la Saune.

### Chapelle Sainte-Anne
Die Kapelle gehörte zum Viertel Nouvelle France. Sie stand bei Hausnummer 77 zwischen der Rue Bleue und der Rue de Montholon.
Am 19. März 1655 erlaubte die Äbtissin von Montmartre, Marie de Beauvilliers, dem Süßwarenkaufmann Roland de Bure ein Haus, das er in diesem Vorort besaß, in eine Kapelle umzubauen. Er überschrieb sie 1656 der Abtei. Die Kapelle wurde am 25. Juli 1757 geweiht und der Erzbischof erlaubte hier das Stundengebet zu feiern unter der Bedingung, dass der Curé von Montmartre als Pastor eingesetzt wird. Der Prozess zwischen den Pfarreien Saint-Laurent und Monmartre wurde 1723 zugunsten der Äbtissin von Montmartre entschieden.
Die Kapelle, die im 17. und 18. Jahrhundert der Rue Sainte-Anne oder Rue du Faubourg Sainte-Anne der Rue du Faubourg Poissonnière ihren Namen gab, wurde 1790 geschlossen, 1795 als Nationalvermögen verkauft und abgerissen.